# Ľubochnianske sedlo
Ľubochnianske sedlo (pol. Przełęcz Lubochniańska; 701 m n.p.m.) – wyraźna, głęboka przełęcz w zachodniej (turczańskiej) gałęzi grupy górskiej Wielkiej Fatry w Karpatach Zachodnich na Słowacji. Znajduje się między Kopą (1187 m) i Tlstým dielem (990 m). Przełęcz oddziela potężny masyw Kopy na północy od reszty wspomnianej zachodniej gałęzi Wielkiej Fatry i jest najniższym punktem tego grzbietu. Jej zachodnie stoki opadają do doliny Wagu (Kotlina Turczańska), wschodnie do doliny Ľubochnianki.
Nazwa przełęczy pochodzi od nazwy wsi Lubochnia, położonej u jej wschodnich podnóży, i jest nazwą sztuczną, stosowaną przez kartografów i turystów. Miejscowa ludność (zwłaszcza po stronie liptowskiej – a więc i z Lubochni) używa po dziś dzień starych nazw ludowych: sedlo Fatra lub Vrchfatra.
Przełęcz Lubochniańska stanowi znane od dawna przejście z Liptowa do Turca, używane powszechnie do czasu wybudowania drogi przez nieprzejezdny wcześniej przełom Wagu pod Królewianami (Przełom Królewiański). Wiodła przez nią m.in. trasa cesarskiego traktu pocztowego z Wiednia do Koszyc. Przez tę przełęcz również wkroczyły w kwietniu 1945 r. na teren Kotliny Turczańskiej pierwsze oddziały wojsk czechosłowackich.
W rejonie przełęczy oraz na obydwu jej stokach wycięto szeroki pas lasu, by przeprowadzić tędy dwie równoległe elektryczne linie wysokiego napięcia z elektrowni wodnej w Krpeľanach.

## Turystyka
Na przełęczy krzyżują się dwa szlaki turystyczne; czerwono znakowana Magistrala Wielkofatrzańska biegnąca turczańskim grzbietem Wielkiej Fatry, oraz niebieski szlak łączący miejscowości Krpeľany i Ľubochňa.
 Ľubochnianske sedlo – Kopa. Odległość 4,3 km, suma podejść 540 m, suma zejść 140 m, czas przejścia 1:50 h, z powrotem 1:30 h
  Ľubochianske sedlo – Tlstý diel -Vyšne Rudno – sedlo Príslop – Chládkové – Kľak – Vyšná Lipová – Jarabiná – Malý Lysec – Štefanová – Javorina – Šoproň – Chata pod Borišovom. Odległość 24,1 km, suma podejść 1850 m, suma zejść 1350 m, czas przejścia 9:05 h, z powrotem 8:30 h
   Krpeľany, vod. nadrž. –  Ľubochnianske sedlo. Odległość 4,4 km, suma podejść 365 m, suma zejść 20 m, czas przejścia 1:30 h, z powrotem 55 min
   Ľubochňa, obec – Ľubochňianska dolina – Pod skalkou – Ľubochnianske sedlo. Odległość 3,9 km, suma podejść 335 m, suma zejść 20 m, czas przejścia 1:30 h, z powrotem 1:10 h